# Barclay James Harvest
Barclay James Harvest (BJH) ist eine britische Progressive-Rock-Gruppe, die vor allem durch ihren orchestral geprägten Stil, der zum Teil Klassik und Rock verbindet, bekannt wurde. Gegründet wurde sie 1967 von John Lees, Stuart Wolstenholme („Woolly“), Les Holroyd und Mel Pritchard, die alle aus der Stadt Oldham in Greater Manchester (North West England) stammen.
Seit 1998 gibt es zwei Bands dieses Namens, die zur Unterscheidung den Namen des federführenden Mitglieds einerseits als Präfix (John Lees’ Barclay James Harvest; JLBJH) und andererseits als Suffix (Barclay James Harvest featuring Les Holroyd; BJHFLH) tragen.

## Geschichte

### Barclay James Harvest (BJH)

#### Vorgeschichte und Gründung
1964 gründeten John Lees und Woolly Wolstenholme, beide Studenten an der Oldham Art School, die Band The Sorcerers, aus denen die Bluesgruppe The Keepers wurde. Zur gleichen Zeit gründeten Les Holroyd und Mel Pritchard, die sich bereits seit dem Vorschulalter kannten, die auch aus Oldham stammende Schulband Heart And Soul And The Wickeds, auch nur (The) Wickeds genannt. Nachdem der Leadgitarrist der Wickeds ausgestiegen war, gründeten alle vier 1966 die Band The Blues Keepers, die einige kleinere Konzerte gaben. 
Im Sommer 1967 entschied man sich, vollberuflich als Band zu arbeiten, und folgte Manager John Crowther nach Lancashire auf einen alten Bauernhof des 18. Jahrhunderts, um dort zu arbeiten. Nachdem zwei der damals sechs Mitglieder die Band verlassen hatten, einigte man sich auf einen neuen Namen: Barclay James Harvest. Einer Legende nach wurde dieser durch ein Assoziationsspiel gefunden: Jedes Mitglied schrieb für ihn wohlklingende Namen auf ein Kärtchen. Danach wurden die Karten eingesammelt und schrittweise durchgegangen. Zurück blieben Barclay, James und Harvest. 2009 erzählte Les Holroyd in einem Interview allerdings, dass dies „alles Quatsch“ sei: „Wir wollten einfach nicht so einen kurzen, typisch englischen Namen, wie The Who, The Kinks oder so ähnlich. Wir fanden die längeren amerikanischen Band-Namen wie Jefferson Airplane oder Buffalo Springfield einfach schöner und wollten eine englische Version davon. Da wir auf dem Land in einer Farm geprobt haben, war ,Harvest‘ (Ernte) schon vorgegeben, und irgendwie wurde eben ,Barclay James Harvest‘ daraus“.

#### 1968–1973: erste Jahre
1968 erschien die erste Single der Band, Early Morning (26. April), auf dem zu EMI gehörenden Parlophone-Label; ihre beiden Lieder stammen von 1966. Der relative Erfolg dieses Songs führte zu einem längerfristigen Vertrag mit dem von der EMI neugegründeten Prog-Rock-Label Harvest. 1969 konnte die zweite Single Brother Thrush (20. Juni) an den Erfolg der Debütsingle anknüpfen.
Die Band nahm 1970 ihr erstes Studioalbum, Barclay James Harvest (5. Juni), in den Abbey Road Studios in London auf. Dafür arbeitete sie erstmals mit einem großen Orchester, dem Barclay James Harvest Symphony Orchestra (zuvor The London Symphonia genannt; Orchester bestehend aus Musikstudenten) zusammen; trotz des sehr großen finanziellen Aufwandes gab sie im selben Jahr und in den folgenden Jahren viele Konzerte mit diesen und anderen Orchestern. Das Album enthält unter anderem Mother Dear und das Mammutwerk Dark Now My Sky (12:05 min).
1971 erschien das zweite Studioalbum, Once Again (5. Februar), das auch in den Abbey Road Studios mit dem Barclay James Harvest Symphony Orchestra aufgenommen wurde. Es enthält zum Beispiel das lange She Said (8:21 min.) und außerdem die Lieder Song For Dying, Galadriel, Mocking Bird und Ball And Chain. In diesem Jahr wurde auch das dritte Studioalbum veröffentlicht, das an selber Stelle mit demselben Orchester aufgenommen wurde: Barclay James Harvest and Other Short Stories (5. Nov.), beinhaltet unter anderem die Songs Medicine Man, The Poet und After The Day.
Unter enormem Zeitdruck entstand das 1972 erschienene vierte Studioalbum, Baby James Harvest (10. November). Während Lees, Holroyd und Pritchard den Großteil der Songs in Stockport in den Strawberry Studios einspielten, arbeitete Wolstenholme allein in den Londoner Abbey Road Studios an dem quasisymphonischen Stück Moonwater, das wieder mit dem Barclay James Harvest Symphony Orchestra aufgenommen wurde. Zu den Liedern des Albums gehört auch das Mammutwerk Summer Soldier (10:27 min). Ein Mitschnitt des Konzerts, das die Band am 16. November mit demselben Orchester im Paris Theatre in London gab, erschien 2002 als Barclay James Harvest … BBC in Concert 1972 (27. Mai).
Nachdem Baby James Harvest überwiegend negative Resonanz hervorgerufen hatte, sah sich die Band 1973 ohne Plattenvertrag. Obwohl sie als Liveband einen guten Ruf genossen, waren Erfolge in den Charts ausgeblieben. Hinzu kam, dass das mit etwa 60 Personen besetzte Orchester sehr kostspielig für die Band wie auch für die Plattenfirma war, weshalb man sich entschloss, zukünftig – sowohl für Studioarbeiten als auch für Konzerte – auf das Orchester zu verzichten.

#### 1974–1978: Wechsel der Plattenfirma und erste Erfolge
1974 unterzeichneten Barclay James Harvest bei Polydor und veröffentlichten noch im selben Jahr das fünfte Studioalbum, Everyone Is Everybody Else (14. Juni), das auf Anhieb bessere Verkäufe erzielte als seine Vorgänger, obgleich große Erfolge ausblieben. Es enthält zum Beispiel: Child Of The Universe, Negative Earth, The Great 1974 Mining Disaster, Crazy City und For No One. Am 19. Juni trat die Band vor einem Kleinpublikum im Golders Green Hippodrome auf, wovon neun Lieder für die Serie BBC Radio 1 in Concert aufgenommen wurden, und außerdem am 1. August in den Maida Vale Studios auch für Radio One jeweils in einer Peel Session und Bob Harris Show Session; 2008 wurden von diesen drei Londoner Auftritten insgesamt 14 Lieder auf der Kompilation After the Day – The Radio Broadcasts – 1974–1976 (14. April) veröffentlicht. Nach der Tour zum Studioalbum Everyone Is Everybody Else ließ die Band noch im selben Jahr ihr erstes Livealbum, Live (November), folgen, das bei Konzerten in London am 30. Juni und in Liverpool am 31. August aufgenommen worden war und den insgesamt ersten Charterfolg der Band brachte: Im Vereinigten Königreich stieg es auf 40. Platz der Albumcharts, und es erhielt Silber.
Mit dem 1975 erschienenen sechsten Studioalbum, Time Honoured Ghosts (Oktober), das zum Beispiel das balladeske Lied Titles als musikalische und lyrische Hommage an die Beatles enthält, wiederholte die Band ihren Erfolg, und sie tourte zum ersten Mal durch Deutschland, Belgien und die Niederlande.
1976 ging die Band erstmals in Kanada und in den USA (März und April) auf Tournee. Auch mit dem in diesem Jahr veröffentlichten siebenten Studioalbum, Octoberon (1. Oktober), das unter anderem die Songs Ra (Ra ist der altägyptische Sonnengott) und Suicide? beinhaltet, verbuchten die vier Engländer Erfolg. Am 20. Januar trat die Band in Manchester in den BBC TV Studios für die Show The Old Grey Whistle Test auf, und am 14. Oktober gaben sie ein Konzert im Liverpool Empire, aus dem vier Lieder im Rahmen der BBC-Serie Rock Around The World aufgenommen wurden; während der zwei Auftritte spielten sie insgesamt 6 Lieder, die 2008 auf der Kompilation After the Day – The Radio Broadcasts – 1974–1976 (14. April) veröffentlicht wurden.
1977 folgte in kommerzieller Hinsicht das bis dahin erfolgreichste Jahr für die Band: Besonders in Deutschland hatten sie mit dem achten Studioalbum, Gone to Earth (September), und der daraus ausgekoppelten Single Hymn hohe Chartplatzierungen. Mit Humor konterte die Band auf dem Album Kritikerstimmen, welche die Band wegen ihrer lyrisch überschwänglichen Musik als „The Moody Blues für Arme“ titulierten: Sie verfassten darauf prompt den auf dem Album befindlichen Song Poor Man’s Moody Blues, der deutlich dem Moody-Blues-Hit Nights in White Satin nachempfunden ist. Wie ihr größter internationaler Hit Hymn (Musik und Text von John Lees) gehört das Lied zu den bekanntesten Songs von Barclay James Harvest. Im selben Jahr veröffentlichte John Lees sein Soloalbum A Major Fancy (Juli), und BJH-Konzerte waren fast überall ausverkauft.
1978 folgte mit dem Doppelalbum Live Tapes (9. Juni) das zweite Livealbum der Band. Die Songs wurden in mehreren Konzerten von 1976 und 1977 aufgenommen, darunter: Child Of The Universe, Rock ’n’ Roll Star, Poor Man’s Moody Blues, Mockingbird, Suicide?, For No One, Hymn. Im selben Jahr erschien mit XII (29. September) das neunte Studioalbum der Band. Es ist ihr letztes Album mit ihrem Gründungsmitglied Woolly Wolstenholme und enthält neben dessen Songs In Search Of England und Harbour beispielsweise die weithin bekannten Lieder Loving Is Easy, Berlin und Sip Of Wine.

#### 1979–1984: Ausstieg von Wolstenholme – Erfolge halten an
Woolly Wolstenholme verließ die Band im Sommer 1979, weil er mit dem sich verändernden Musikstil von Barclay James Harvest nicht mehr einverstanden war und sich auf seine Solokarriere konzentrieren wollte. Der Rest der Band machte als Trio weiter und veröffentlichte im selben Jahr das zehnte Studioalbum, Eyes of the Universe (5. November). Es enthält beispielsweise Love On The Line, The Song (They Love To Sing), Sperratus, Rock And Roll Lady und Play To The World und war besonders in Deutschland (3. Platz) und in Österreich (9. Platz) erfolgreich.
Auf der anschließenden Tour gab die Band am 30. August 1980 ein Gratiskonzert auf dem Platz der Republik vor dem Reichstagsgebäude in West-Berlin – laut Polizeischätzung vor etwa 175.000 Zuschauern. Die Single Life Is for Living (10. Oktober) entwickelte sich in Deutschland (2. Platz) und in der Schweiz (1. Platz) zum Chartbreaker und begründete den weiter voranschreitenden Aufstieg der Band.
Der Erfolg wurde 1981 dank des elften Studioalbums, Turn of the Tide (Mai), bestätigt; es kletterte in Deutschland auf den 2. Platz. Darauf enthalten sind unter anderem die Songs Highway For Fools, Echoes And Shadows, Life Is For Living und In Memory Of The Martyrs. 1982 erschien das ebenfalls erfolgreiche dritte Livealbum, Berlin – A Concert for the People (Januar), das Auszüge des Konzerts vor dem Reichstagsgebäude 1980 enthält – unter anderem die Lieder Sip of Wine, In Memory Of The Martyrs, Life Is For Living, Child Of The Universe, Berlin und Hymn; es triumphierte in Deutschland auf dem 1. und erreichte in Österreich den 9. Platz.
1983 erschien das zwölfte Studioalbum, Ring of Changes (16. Mai), zum Beispiel mit den Liedern Waiting For The Right Time und Paraiso Dos Cavalos; es erreichte in Deutschland den 4. Platz. 1984 wurde das 13. Studioalbum, Victims of Circumstance (April) veröffentlicht, unter anderem mit Rebel Woman, For Your Love, Victims Of Circumstance und Watching You; es gelangte auf den 4. Platz in Deutschland und triumphierte auf dem 1. Platz in der Schweiz. Nach der Tour von 1984 durch Europa gönnten sich die Bandmitglieder eine kreative Pause.

#### 1985–1992: weitere Erfolge
Das 1985 erschienene Best-Of-Album The Compact Story of Barclay James Harvest (November) erreichte in Deutschland Goldstatus. 1987 veröffentlichten BJH, nun wieder mit melodiebetonteren Songs, ihr 14. Studioalbum, Face to Face (30. Januar), unter anderem mit Alone In The Night, Guitar Blues, African, Panic und Kiev; es kam auf den 9. Platz in Deutschland und den 7. Platz in der Schweiz. Bei der folgenden Tour kam es zum nächsten Live-Highlight in der Geschichte der Band: Am 14. Juli 1987 wurde BJH die Ehre zuteil, als erste westliche Rockband ein Freiluftkonzert in der DDR zu geben, als sie vor schätzungsweise 130.000 bis 170.000 Zuschauern im Treptower Park in Ost-Berlin auftraten. Als Konzertauszug davon erschien 1988 das vierte Livealbum der Band: Glasnost (5. April); es enthält zum Beispiel die Songs Poor Man’s Moody Blues, African, Love On The Line, Berlin, Medicine Man, Kiev, Hymn und He Said Love; der Charterfolg blieb aus.
1990 kam das 15. Studioalbum, Welcome to the Show (5. März), auf den Markt; es kletterte auf den 10. Platz in Deutschland und auf den 7. Platz in der Schweiz. Das Album enthält unter anderem die Songs Lady Macbeth, Cheap the Bullet, Halfway To Freedom, Psychedelic Child und If Love Is King sowie das Lied John Lennon’s Guitar, dessen Text auf dieser Begebenheit fußt: Im Herbst 1970, als die Band in den Abbey Road Studios an ihrer LP Once Again arbeitete, spielte John Lees eine Gitarre von John Lennon, welche dieser dort hatte stehen lassen. Mit diesem Album gab es die für lange Zeit letzte Tour durch England, die 1990 und – nach einem Jahr Pause – 1992 stattfand. Zwischendrin erschien 1991 die Kompilation Best of Barclay James Harvest (3. Oktober), die den 9. Platz in Deutschland und den 13. Platz in der Schweiz erreichte.

#### 1993–1997: Rückgang des Erfolgs
1993 erschien das 16. Studioalbum, Caught in the Light (14. Juni), das zum Beispiel die Songs Who Do We Think We Are, Cold War und Once More enthält; es erreichte den 5. Platz in Deutschland. 1997 erschien das 17. Studioalbum, River of Dreams (26. Mai), unter anderem mit den Liedern River Of Dreams, Yesterday’s Heroes und Mr. E; es eroberte den 3. Platz in Deutschland. Beide Alben wurden von Tourneen mit vielen Konzerten abgerundet.

#### 1998: Ende der ursprünglichen BJH
Im März 1998 verkündeten die Bandmitglieder eine Pause der Band, was aber zum endgültigen Ende von Barclay James Harvest in ihrer Originalbesetzung (John Lees, Woolly Wolstenholme, Les Holroyd und Mel Pritchard) wurde. Die Band zerfiel in zwei Hälften, die jeweils durch weitere Musiker, welche BJH teils schon in den zurückliegenden Jahrzehnten begleiteten, ergänzt werden.

### 1998 bis heute: die Band besteht aus zwei Teilen

#### John Lees’ Barclay James Harvest (JLBJH)
John Lees und Woolly Wolstenholme bildeten seit 1998 das erste durch weitere Musiker verstärkte Duo, das anfangs Barclay James Harvest Through the Eyes of John Lees (BJHTTEOJL) genannt wurde; auch nach Wolstenholmes Tod (2010) existiert die Band weiterhin.
1999 erschien das Remake- und Studioalbum Nexus (22. Februar), das neu arrangierte Lieder aus der BJH-Zeit von 1970 bis 1978 und neue BJHTTEOJL-Songs (1999), darunter Star Bright, enthält, wobei letztere gemeinsam von Lees und Wolstenholme geschrieben wurden. Mit einer derartigen Liedmischung ging die Band von 1999 bis 2001 erfolgreich auf Tour. Es gab Konzerte in Deutschland, in der Schweiz, in Österreich und Griechenland und seit langer Zeit erstmals wieder in Großbritannien. 2000 gingen aus diesen Tourneen die Livealben Revival – Live 1999 (27. März; Einzel-CD) und Revival – Live, Limited European Tour Edition (27. November; Doppel-CD) hervor, die 1999 während mehrerer Konzert aufgenommen wurden.
2001 begann das Duo sein zweites Studioalbum mit dem Arbeitstitel North in Johns Friarmere Studios aufzunehmen. Die Arbeit daran wurde aber nach wenigen Tagen wieder eingestellt, weil Lees sich nach dem Tod von David Walker (1944–2001), der unter anderem Manager von Barclay James Harvest, John Lees’ Barclay James Harvest, The Sweet, Status Quo, Pepsi & Shirlie und Adrian Gurvitz war, nicht in der Lage sah, das Album fertigzustellen, und somit wurden die Arbeiten am Album für lange Jahre eingestellt.
Die Band, die seit 2005 John Lees’ Barclay James Harvest (JLBJH) heißt, tourte nach fünf Jahren Pause im Herbst 2006 durch England und Griechenland und gab vier unplugged-Auftritte in Italien. Dabei präsentierte sie insbesondere Lieder aus der Frühphase von Barclay James Harvest. Der Auftritt vom 5. November im Londoner Shepherds Bush Empire wurde gefilmt, und dieser Livemitschnitt wurde 2007 unter dem Titel Legacy – Live at the Shepherds Bush Empire, London 2006 (5. November) auf CD und DVD veröffentlicht.
2009 und 2010 tourte die Band durch England und Europa und spielte auch diesmal wieder besonders alte Lieder. Am 10. Juli 2010 trat die Band in Gaia (Portugal) auf, was zum letzten Konzert von Wolstenholme wurde, der am 13. Dezember 2010 Suizid beging. Die anderen JLBJH-Musiker entschieden sich, ohne Wolstenholme weiterzumachen. Die Band gab nach ein paar weiteren Shows im Herbst 2010, bei denen sie erstmals den neuen Song Ancient Waves präsentierte, auch 2011 einige Konzerte – wieder besonders mit alten Songs. Dabei trat sie am 4. Dezember 2010 in den Londoner Metropolis Studios auf, was gefilmt wurde und 2011 unter dem Titel Classic Rock Legends – Filmed Live at Metropolis Studios (23. Mai) auf DVD erschien. Zudem wurde das Konzert vom 23. Juli 2011 beim High Voltage Festival im Londoner Victoria Park aufgenommen und noch im selben Jahr als (Live at) High Voltage (23. Juli) veröffentlicht.
Auch 2012 gab die Band Konzerte, wobei unter dem Namen John Lees and Friends Ende April neben anderen (BJH-)Liedern mit On Leave ein neuer Song präsentiert wurde und JLBJH im August erstmals in Japan auftraten. Im April 2013 tourte sie durch Deutschland, die Niederlande und die Schweiz. Im selben Jahr erschien mit North (7. Oktober), woran die Band bereits im Jahr 2001 und besonders 2012 und 2013 arbeitete, das zweite JLBJH-Studioalbum. Veröffentlicht wurde es in drei Versionen: Einzel-CD (Studioalbum; 9 Lieder), Doppel-CD (Studio- und als Bonus mit Livealbum; 17 Lieder) und LP (Studioalbum; 8 Lieder); die Live-CD mit Namen Live at Buxton Opera House … (2011) enthält Auszüge aus dem Konzert im Opernhaus von Buxton. Im November 2013 war die Band auf Minitournee in England und führte in den Jahren 2014 bis 2018 weitere Konzerte durch. Am 23. November 2018 erschien das Live-Doppel-CD-/Einzel-DVD-Set The 50th Anniversary Concert, das am 6. Mai 2018 im Royal Northern College of Music in Manchester aufgenommen wurde. 2019 gab die Band keine Konzerte; stattdessen arbeitete sie an einem neuen Studioalbum, das ursprünglich für 2021 angekündigt war – nun aber für 2023. Aufgrund der COVID-19-Pandemie wurden die meisten der für 2020 angekündigten Konzerte zuerst auf 2021, dann auf 2022 und schließlich auf 2023 verlegt; ein paar andere wurden abgesagt. 2022 gab die Band nur ein Konzert, 2023 war sie mit zahlreichen Konzerten unterwegs.

#### Barclay James Harvest Featuring Les Holroyd (BJHFLH)
Les Holroyd und Mel Pritchard bildeten seit 1998 das zweite durch weitere Musiker verstärkte Duo, Barclay James Harvest Featuring Les Holroyd (BJHFLH) genannt; auch nach Pritchards Tod (2004) existiert die Band weiterhin.
2002 brachte es das Studioalbum (im Rahmen eines Liedes auch Remakealbum) Revolution Days (25. Februar) heraus, zum Beispiel mit That was Then… This is Now, Totally und Marlene (from the Berlin Suite), wobei letzteres Lied Marlene Dietrich gewidmet ist; zudem enthält es eine Neuaufmachung von Life Is For Living und im Rahmen der 2003er Neuauflage des Albums auch eine solche von Love on the Line. Damit ging die Band hauptsächlich in Deutschland, Frankreich und der Schweiz auf Tournee, wobei eine Mischung aus alten und neuen Songs gespielt wurde. Vom Konzert am 30. Oktober in Bad Godesberg (Bonn) wurden Mitschnitte gemacht und 2003 als Live-CD Live in Bonn (13. Oktober) veröffentlicht.
Auch 2003 und 2004 tourte die Band, wobei sie im Januar 2004 an vier Abenden in der Schweizer Eiskunstlaufgala Art on Ice agierte; dort trafen sie unter anderem auf John Helliwell und Bob Siebenberg (von Supertramp), die mit ihrem einstigen Bandmitglied Roger Hodgson auftraten, Fleetwood Mac und The Moody Blues.
Drei Tage danach, am 28. Januar 2004, starb Pritchard an einem Herzinfarkt. Die anderen BJHFLH-Musiker machten dennoch weiter und gaben im selben Jahr noch zwei weitere Konzerte in der Schweiz. 2005 erschien die Live-DVD On the Road, deren Film in mehreren Konzerten von 2002 mitgeschnitten wurde und deren Tonmaterial von der vorgenannten Show in Bad Godesberg stammt. Sie ist das letzte veröffentlichte Filmdokument mit Pritchard. 2005 tourte die Band in diesen Ländern: Belgien, Deutschland, England, Italien, Luxemburg, Österreich und Schweiz.
Im Frühjahr 2006 fand eine Tournee durch Deutschland, Frankreich und Belgien statt, während der man mit dem Prague Philharmonic Orchestra musizierte und damit erstmals seit 1973 wieder mit einem Orchester auftrat. Davon erschienen die Live-CD und -DVD Classic Meets Rock – Live with Prague Philharmonic Orchestra (6. April), die am selben Tag beim Konzert im französischen Amnéville aufgenommen wurde und direkt anschließend als limitierte Erstauflage erhältlich war. Nach ein paar Auftritten bei Sommerfestivals ohne das Orchester gab die Band weitere Konzerte mit ihm im Dezember 2006 in Deutschland.
2007 tourte die Band wiederum durch Europa und stellte dabei zwei neue Songs vor: Fly Away und Tonight Is Gonna Be the Night. In den Jahren danach bis 2018 fanden zahlreiche Konzerte statt. Zwischendrin, im Jahr 2009, gab die Band einige Shows mit dem City of Prague Philharmonic Orchestra. 2016 erschien die Live-CD Retrospective. Nach den Shows von 2019 wurden aufgrund der COVID-19-Pandemie fast alle für 2020 angekündigten Konzerte vorerst auf 2021, dann auf 2022 und schließlich auf 2023 verschoben; eine zusätzliche Show wurde ergänzt. Die Band gab 2022 nur 3 Konzerte und im März 2023 einige Shows. 2024 war sie erneut auf Tour. Für 2025 ist ein Konzert angekündigt.

## Mitglieder und Gastmusiker

### Barclay James Harvest (BJH)
Gründungsmitglieder:
Die Gründer von BJH, die auch Gründer der sechsköpfigen BJH-Vorläuferband The Blues Keepers waren, sind bzw. waren:
- John Lees – Gitarre, Gesang (1966/67–1998)
- Les Holroyd – Bass, Gitarre, Keyboard, Gesang (1966/67–1998)
- Mel Pritchard (* 1948; † 2004) – Schlagzeug, Perkussion (1966/67–1998)
- Woolly Wolstenholme (* 1947; † 2010) – Mellotron, Keyboard, Gitarre, Tamburin, Gesang (1966/67–1979)

Gastmusiker (Auswahl)
- Sam Brown – Hintergrundgesang (1984)
- Vicki Brown – Hintergrundgesang (1983/84)
- Dick Morrissey – Saxophon (1986)
- Alan Parsons – Maultrommel (1970)
- Frank Ricotti – Perkussion (1986)

### John Lees’ Barclay James Harvest (JLBJH)
[bis 2005 Barclay James Harvest Through the Eyes of John Lees (BJHTTEOJL) genannt]
Heute:
- John Lees – Gitarre, Gesang (seit 1998)
- Craig Fletcher – Bass, Gesang (seit 1998)
- Jez Smith – Keyboard (seit 2009)
- Kevin Whitehead – Schlagzeug, Perkussion (seit 1998)

Früher:
- Woolly Wolstenholme († 2010) – Mellotron, Keyboard, Gitarre, Gesang (1998–2010)
- Jeff Leach – Keyboard (1998–2006)
- Mike Bramwell – Keyboard (2006–2009)

Gastmusiker:
- Graham „Batts“ Batley – Kornett (2013)
- Liz Fitzpatrick – Trompete (2009)
- Bruce Jones – Posaune (2013)
- John Joseph Lees (J. J. Lees) – Kornett, Flügelhorn (2006, 2009, 2013)
- Sarah Pickering – Hintergrundgesang (1998)
- Jolyon Stead – Euphonium (2013)
- The Frugal Horns (John J Lees, Graham Batley, Jolyon Stead, Bruce Jones; 2013)

### Barclay James Harvest Featuring Les Holroyd (BJHFLH)
Heute:
- Les Holroyd – Bass, Gitarre, Keyboard, Gesang (seit 2002)
- Michael „Mike“ Byron-Hehir (Sad Café) – Gitarre, Gesang (seit 2002)
- Steve Butler – Gitarre, Bass, Keyboard, Gesang, Perkussion (seit 2002)
- Ralf Gustke – Schlagzeug, Perkussion (seit?)
- Jens Skwirblies – Keyboards, Gesang (seit 2022)

Früher:
- Mel Pritchard († 2004) – Schlagzeug, Perkussion (2002–2004)
- Chris Jago – Schlagzeug, Perkussion (2002–2003, 2004–2005)
- Roy Martin – Schlagzeug, Perkussion (2003–2004, 2006–2007)
- Paul Walsham – Schlagzeug, Perkussion (2005–2006, 2007–2010)
- Louie Palmer – Schlagzeug, Perkussion (2011–2018)
- Ian Wilson – Gitarre (2002–2009)
- Colin Browne – Keyboard, Gitarre, Gesang (2002–2022)

Gastmusiker:
- Grant Ainsworth – Sequenzer (Programming) (2001)
- John „Rabbit“ Bundrick – Keyboard (2001)
- Steve Pigott – Keyboard, Sequenzer (Programming) (2001)
- Justin Richards – Sequenzer (Programming) (2001)
- Prague Philharmonic Orchestra (2006)
- City of Prague Philharmonic Orchestra (2009)

## Diskografie
Studioalben

| Jahr | Titel Musiklabel Katalog-Nr.                                   | Höchstplatzierung, Gesamtwochen/‑monate, AuszeichnungChartplatzierungen (Jahr, Titel, Musiklabel Katalog-Nr., Platzierungen, Wochen/Monate, Auszeichnungen, Anmerkungen) | Höchstplatzierung, Gesamtwochen/‑monate, AuszeichnungChartplatzierungen (Jahr, Titel, Musiklabel Katalog-Nr., Platzierungen, Wochen/Monate, Auszeichnungen, Anmerkungen) | Höchstplatzierung, Gesamtwochen/‑monate, AuszeichnungChartplatzierungen (Jahr, Titel, Musiklabel Katalog-Nr., Platzierungen, Wochen/Monate, Auszeichnungen, Anmerkungen) | Höchstplatzierung, Gesamtwochen/‑monate, AuszeichnungChartplatzierungen (Jahr, Titel, Musiklabel Katalog-Nr., Platzierungen, Wochen/Monate, Auszeichnungen, Anmerkungen) | Höchstplatzierung, Gesamtwochen/‑monate, AuszeichnungChartplatzierungen (Jahr, Titel, Musiklabel Katalog-Nr., Platzierungen, Wochen/Monate, Auszeichnungen, Anmerkungen) | Anmerkungen                                                         |
| Jahr | Titel Musiklabel Katalog-Nr.                                   | DE | AT | CH | UK | US | Anmerkungen                                                         |
| ---- | -------------------------------------------------------------- | --- | --- | --- | --- | --- | ------------------------------------------------------------------- |
| 1970 | Barclay James Harvest Harvest SHVL 770                         | DE— GoldDE | — | — | — | — | Erstveröffentlichung: 5. Juni 1970 Einzelalbum; LP; 7 Lieder        |
| 1971 | Once Again Harvest SHVL 788                                    | — | — | — | — | — | Erstveröffentlichung: 5. Februar 1971 Einzelalbum; LP; 8 Lieder     |
| 1971 | Barclay James Harvest and Other Short Stories Harvest SHVL 794 | — | — | — | — | — | Erstveröffentlichung: 5. November 1971 Einzelalbum; LP; 9 Lieder    |
| 1972 | Baby James Harvest Harvest SHSP 4023                           | — | — | — | — | — | Erstveröffentlichung: 10. November 1972 Einzelalbum; LP; 6 Lieder   |
| 1974 | Everyone Is Everybody Else Polydor 2383 286                    | — | — | — | UK— SilberUK | — | Erstveröffentlichung: 14. Juni 1974 Einzelalbum; LP; 9 Lieder       |
| 1975 | Time Honoured Ghosts Polydor 2383 361                          | — | — | — | UK32 Silber · (3 Wo.)UK | — | Erstveröffentlichung: Oktober 1975 Einzelalbum; LP; 9 Lieder        |
| 1976 | Octoberon Polydor 2442 144                                     | DE40 (3 Wo.)DE | — | — | UK19 Silber · (4 Wo.)UK | US174 (3 Wo.)US | Erstveröffentlichung: 1. Oktober 1976 Einzelalbum; LP; 7 Lieder     |
| 1977 | Gone to Earth Polydor 2442 148                                 | DE10 Platin · (197 Wo.)DE | — | — | UK30 Silber · (7 Wo.)UK | — | Erstveröffentlichung: September 1977 Einzelalbum; LP; 9 Lieder      |
| 1978 | XII Polydor POLD 5006                                          | DE18 Gold · (11 Wo.)DE | — | — | UK31 (2 Wo.)UK | — | Erstveröffentlichung: 29. September 1978 Einzelalbum; LP; 11 Lieder |
| 1979 | Eyes of the Universe Polydor POLD 5029                         | DE3 Platin · (71 Wo.)DE | AT9 (3 Mt.)AT | — | UK31 (2 Wo.)UK | — | Erstveröffentlichung: 5. November 1979 Einzelalbum; LP; 8 Lieder    |
| 1981 | Turn of the Tide Polydor POLD 5040                             | DE2 Gold · (29 Wo.)DE | — | — | UK55 (2 Wo.)UK | — | Erstveröffentlichung: Mai 1981 Einzelalbum; LP; 10 Lieder           |
| 1983 | Ring of Changes Polydor 811 638-2                              | DE4 (22 Wo.)DE | — | — | UK36 (4 Wo.)UK | — | Erstveröffentlichung: 16. Mai 1983 Einzelalbum; CD; 9 Lieder        |
| 1984 | Victims of Circumstance Polydor 817 950-2                      | DE4 (22 Wo.)DE | — | CH1 (15 Wo.)CH | UK33 (6 Wo.)UK | — | Erstveröffentlichung: April 1984 Einzelalbum; CD; 9 Lieder          |
| 1987 | Face to Face Polydor POLDC 5209                                | DE9 (13 Wo.)DE | — | CH7 (9 Wo.)CH | UK65 (1 Wo.)UK | — | Erstveröffentlichung: 30. Januar 1987 Einzelalbum; CD; 12 Lieder    |
| 1990 | Welcome to the Show Polydor 841 751-4                          | DE10 (18 Wo.)DE | — | CH7 (13 Wo.)CH | — | — | Erstveröffentlichung: 5. März 1990 Einzelalbum; CD; 12 Lieder       |
| 1993 | Caught in the Light Polydor 519 303-2                          | DE81 (5 Wo.)DE | — | CH33 (3 Wo.)CH | — | — | Erstveröffentlichung: 14. Juni 1993 Einzelalbum; CD; 12 Lieder      |
| 1997 | River of Dreams Polydor 537 576-2                              | DE71 (3 Wo.)DE | — | CH33 (3 Wo.)CH | — | — | Erstveröffentlichung: 26. Mai 1997 Einzelalbum; CD; 10 Lieder       |

grau schraffiert: keine Chartdaten aus diesem Jahr verfügbar